# اسپر (روستا)
اسپر، روستایی از توابع بخش مرکزی شهرستان گچساران در استان کهگیلویه و بویراحمد ایران است.

## جغرافیا
اسپر در ۴۵ کیلومتری شمال شهرستان گچساران قرار گرفته‌است. در شرق این روستا کوه خامی و روستای مارین، غرب آن روستای شامبراکان و آرو درقسمت شمال کوه زرد و جنوب این روستا کوه دیل و روستای دیل قرار دارد.

## جمعیت
این روستا در دهستان بویراحمد گرمسیری قرار دارد و براساس سرشماری مرکز آمار ایران در سال ۱۳۸۵، جمعیت آن ۲۱۸ نفر (۵۰خانوار) بوده‌است. 

## اقتصاد
مردم اسپر علاوه بر باغداری به دامداری، کشاورزی و صیفی کاری هم مشغول هستند آبیاری باغات و مزارع روستای اسپر توسط چشمه ای صورت می‌گیرد در شمال این روستای خوش آب و هوا قرار دارد. حدود ۹۰درصداز محصولات باغات این روستا انار است و ر و۱۰ درصد سیب، انجیر، هلو، زردآلو و آلو است.

## جاذبه‌های گردشگری
یکی از مناطق گردشگری اسپر، آبشار حرجون است.